# Ferdinando Casardi
Ferdinando Casardi (Barletta, 1º  gennaio 1887 – Barletta, 11 gennaio 1975) è stato un ammiraglio e politico italiano.

## Biografia

### Attività militare
Nato a Barletta nel 1887, Ferdinando Casardi entrò nell'Accademia navale di Livorno nel 1904, conseguendo la nomina a guardiamarina nel 1907. Tra il 1911 ed il 1912, col grado di sottotenente di vascello partecipò dapprima ad una campagna in Mar Rosso ed Oceano Indiano a bordo dell'avviso Staffetta, e poi combatté nella Guerra italo-turca. Durante la prima guerra mondiale prestò servizio, come tenente di vascello, sulle corazzate Vittorio Emanuele e Dante Alighieri.
Dopo la fine del conflitto fu comandante di torpediniere; nel 1920 risalì il Danubio sulla torpediniera 69 PN. Dopo la promozione a capitano di corvetta, comandò i cacciatorpediniere Generale Antonio Chinotto e Vincenzo Giordano Orsini; successivamente, promosso a capitano di fregata, fu destinato a terra presso il Ministero della Marina e la Direzione delle Armi e Armamenti Navali a La Spezia, poi divenne sottocapo di Stato Maggiore della Divisione Navale Speciale ed in seguito comandante degli esploratori Alvise da Mosto ed Ugolino Vivaldi nel 1931-1932. Dal 1932 al 1934, promosso a capitano di vascello, fu addetto navale a Washington per poi divenire, una volta tornato in Italia, aiutante di campo onorario di Vittorio Emanuele III di Savoia.
Nel periodo 7 marzo al 3 giugno 1936 Casardi divenne capo di Stato Maggiore della I Squadra Navale, imbarcato sull'incrociatore pesante Zara, mentre dall'11 febbraio 1935 al 6 marzo 1936 e dal 4 giugno al 5 agosto 1936 comandò l'incrociatore Giovanni delle Bande Nere della II divisione della 2ª squadra.
Nel 1937, promosso a contrammiraglio, fu posto al comando del Comando Navale Libia, che mantenne dal 1º maggio 1937 fino al 9 febbraio 1940. In questo periodo, nel 1939, fu promosso ad ammiraglio di divisione; dal 10 febbraio al 23 maggio 1940 comandò la IV Divisione Navale.
Posto l'indomani, 24 maggio, al comando della II Divisione Navale, formata dagli incrociatori leggeri Giovanni delle Bande Nere (nave ammiraglia) e Bartolomeo Colleoni, aveva ancora tale ruolo quando l'Italia entrò nella seconda guerra mondiale, il 10 giugno 1940. Dopo aver scortato in Libia il convoglio che scatenò la Battaglia di Punta Stilo, Casardi fu il protagonista il 19 luglio 1940 della Battaglia di Capo Spada, nella quale fu affondato il Colleoni. A seguito della perdita del Colleoni, la II Divisione fu sciolta; il 27 agosto 1940 Casardi fu posto al comando della VII Divisione Navale, con bandiera prima sull'incrociatore leggero Eugenio di Savoia e poi sull'Emanuele Filiberto Duca d'Aosta. Per un anno, al comando della VII Divisione, Casardi partecipò a missioni di scorta convogli, bombardamento controcosta e posa di mine; venne decorato con la Medaglia d'argento al valor militare, la croce di cavaliere dell'Ordine Militare di Savoia e la Croce di seconda classe dell'Aquila Tedesca.
Dal 1º agosto 1941, lasciato il comando della VII Divisione, Casardi fu per due anni direttore del personale e dei servizi generali della Regia Marina. Il 7 agosto 1943 fu nominato comandante in capo del Dipartimento Militare Marittimo di Napoli. A seguito dell'armistizio dell’8 settembre 1943, a Napoli si accesero scontri tra militari italiani e tedeschi, e nel giro di pochi giorni la città fu occupata dalle forze tedesche. L'11 settembre Casardi, per evitare la cattura, si rifugiò con i collaboratori in un palazzo di proprietà del suo capo di Stato Maggiore, dove continuò ad operare clandestinamente fino al 30 settembre, quando le truppe tedesche lasciarono Napoli a seguito dell'insurrezione della popolazione della città e dell'avanzata degli Alleati. Casardi tornò subito presso la sede del suo Comando, devastata dai bombardamenti e dai combattimenti, e la riattivò il giorno seguente, subito avviando la collaborazione con i comandi delle forze angloamericane, che raggiunsero Napoli a partire dal 1º ottobre.
Lasciato il comando del Dipartimento di Napoli nel febbraio 1945, Casardi venne poi destinato al Segretariato Generale della Marina e poi fu presidente del Consiglio Superiore della Marina.

### Attività politica
Nel 1948 fu eletto senatore nella prima legislatura della Repubblica Italiana nella Democrazia Cristiana e fu membro della commissione Difesa. Posto a disposizione il 1º marzo 1949, fu collocato in ausiliaria il 1º gennaio 1950 per raggiunti limiti di età. Nel gennaio 1950 fu nominato Sottosegretario alle Finanze nel Governo De Gasperi VI fino al luglio 1951. Restò a Palazzo Madama fino al 1953. Per un biennio fu poi presidente dell'Associazione nazionale marinai d'Italia. Morì a Barletta l'11 gennaio 1975.